# Magellanic Premium

Vorderseite der Goldmedaille, 1795

Die Magellanic Premium ist eine Auszeichnung, die seit 1790 von der American Philosophical Society verliehen wird, um die beste Entdeckung oder nützlichste Erfindung in den Kategorien Navigation, Astronomie und Naturphilosophie zu würdigen. Sie besteht aus der Magellanic Gold Medal und einem Preisgeld. Die prestigeträchtige Goldmedaille ist die älteste von einer nordamerikanischen Institution zur Anerkennung wissenschaftlicher Leistungen vergebene Auszeichnung.

## Geschichte
Im September 1785 bot der in London lebende portugiesische Naturphilosoph Jean-Hyacinthe de Magellan (portugiesisch João Jacinto de Magalhães, 1723–1790) der American Philosophical Society in einem Brief 200 Guineen an, um aus den Erträgen dieses Fonds einen Preis zu stiften. Die APS unter ihrem Präsidenten Benjamin Franklin nahm das Angebot im Januar 1786 dankbar an, schrieb die Magellanic Premium als Preis der Gesellschaft aus und wählte als Medaille eine ovale Platte aus massivem Gold mit einem Wert von 10 Guineen. Wurde anfangs nur die Medaille verliehen, wird inzwischen zusätzlich ein Geldbetrag gezahlt. Im Jahr 1918 betrug dieser 139,25 US-Dollar (entspricht inflationsbereinigt 2014 ca. 2.190 US-Dollar), im Jahr 2014 war der Preis mit 20.000 US-Dollar dotiert.

Preisverleihung an Lyman J. Briggs (links) und Paul R. Heyl im Jahr 1922

Das Prozedere bestand anfangs daraus, dass Autoren Texte (bspw. ein Traktat oder die Beschreibung einer Erfindung) unter Pseudonym bei der Gesellschaft einreichten, inklusive eines versiegelten Umschlags mit dem echten Namen der Person. Nur falls sich das Komitee nach der Begutachtung für eine Auszeichnung entschied, wurde der versiegelte Umschlag geöffnet, ansonsten wurde er ungeöffnet verbrannt und der Autor blieb unbekannt. Da die Erträge des Fonds in den Anfangsjahren größer waren als für die Verleihung der Medaille notwendig, entschied die Gesellschaft im Jahr 1804, eine „Extra Magellanic Premium“ mit niedrigeren Anforderungen und einer eigenen Medaille auszuschreiben. Seit der Mitte des 20. Jahrhunderts wird der Preis nicht mehr für Einreichungen vergeben, sondern für eine Leistung oder das Lebenswerk einer Person in den Bereichen Navigation, Astronomie oder Naturphilosophie.
Zu Magellans Zeiten fand der internationale Handel primär mittels Seefahrt statt und es bestand großes Interesse an der Verbesserung der maritimen Navigation. In den ersten einhundert Jahren wurde der Preis in der Kategorie Navigation vor allem für Verbesserungen der Steuerung vergeben, wie die allererste Auszeichnung 1790 für einen Feder-Block, ein temporäres Ruder 1804 oder einen Steuerapparat 1809. Ausgezeichnete Erfindungen, die zu Ortsbestimmung und Routenwahl beitragen, sind eine verbesserte Seekarte, ein elektromagnetischer Kompass und Beiträge zur Astro- und Satellitennavigation. Bis 2018 wurden 12 Preise in der Kategorie Navigation verliehen.

Rückseite der an Nicholas Collin 1795 verliehenen Goldmedaille

Im 18. Jahrhundert umfasste die Naturphilosophie die wissenschaftliche und technische Forschung. Bis 2018 wurden 12 Preise in dieser Kategorie vergeben, für Verbesserungen an Blitzableitern 1792, einen „schnellen Aufzug“ 1795, physikalische Phänomene an Hafeneinfahrten 1887 bis hin zu Erkenntnissen über die Sinnesorgane von Tieren sowie die Tanzsprache von Bienen 1956.
In der Anfang des 19. Jahrhunderts ergänzten Kategorie Astronomie wurde die Medaille erstmals über 150 Jahre später vergeben, 1966 für die Erkundung von Mond und Venus mit Düsenfahrzeugen. Seit der 13. Verleihung in dieser Kategorie an Sandra M. Faber 2018 wurde der Preis am häufigsten in Astronomie verliehen.

## Liste der Preisträger
Zwischen der Erstverleihung 1790 und dem Jahr 2024 wurden insgesamt 40 Medaillen an 45 Personen vergeben.
- 2024: Barbara Wold für Arbeiten zur Genexpression
- 2021: Sara Seager (* 1971) für theoretische Arbeiten, die zur ersten Entdeckung einer Atmosphäre bei Exoplaneten führten
- 2018: Fabiola Gianotti (* 1960) für die Entdeckung des Higgs-Bosons und ihre führende Rolle in der Hochenergiephysik[15]
- 2018: Sandra M. Faber (* 1944) für ihre Beiträge zur Untersuchung der Entstehung und Entwicklung von Galaxien und die Faber-Jackson-Relation
- 2014: Alar Toomre (* 1937) in Anerkennung der 1972 mit seinem Bruder Juri veröffentlichten numerischen Simulationen der Interaktion von Galaxien[16] und des Toomre-Kriteriums, das angibt ob eine differentiell rotierende Scheibe von Sternen in einer Galaxie stabil ist[17]
- 2008: Margaret J. Geller (* 1947) in Anerkennung ihrer Beobachtungen des Universums John E. Carlstrom wurde 2004 u. a. für seine Mitwirkung am South Pole Telescope ausgezeichnet.

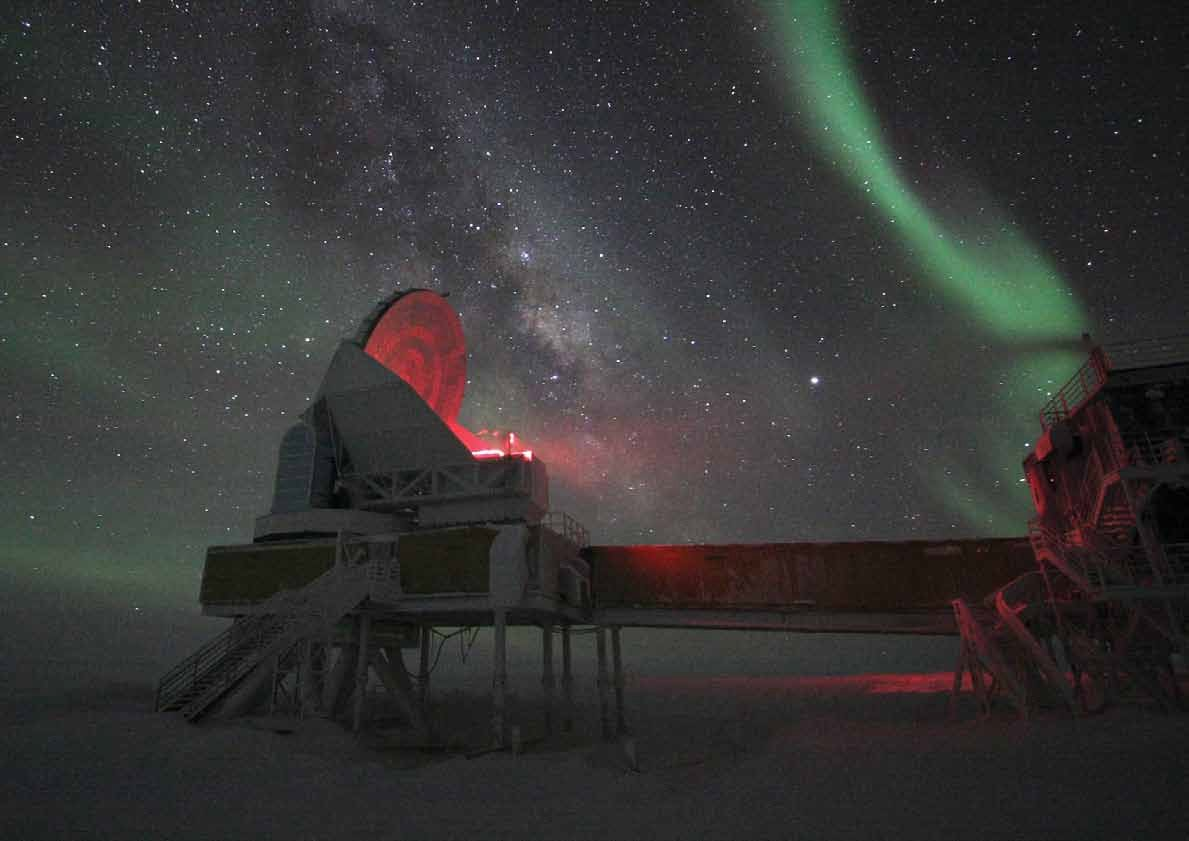
John E. Carlstrom wurde 2004 u. a. für seine Mitwirkung am South Pole Telescope ausgezeichnet.

- 2004: John E. Carlstrom (* 1957) für seine Rolle bei der Messung der Anisotropie der kosmischen Hintergrundstrahlung und die Betreuung der Instrumente an der Amundsen-Scott-Südpolstation
- 2002: Wendy Freedman (* 1957) für ihre Rolle bei der präzisen Entfernungsbestimmung von 18 nahen Galaxien mit dem Hubble-Teleskop gemeinsam mit ihrem Team
- 2000: S. Jocelyn Bell Burnell (* 1943) für die Entdeckung der ersten vier Pulsare im Jahr 1967, durch die sie ein seither florierendes Wissenschaftsfeld initiiert habe
- 1997: Bradford W. Parkinson (* 1935) und Roger Easton (1921–2014) für ihre Beiträge zum Global Positioning System, durch die sie Instrumente zur präzisen Navigation für alle verfügbar gemacht hätten
- 1994: Gordon H. Pettengill (1926–2021) als „einem der führenden Radioastronomen des letzten halben Jahrhunderts“ für die Erstellung der Venuskarte auf Basis der Bilder des Synthetic Aperture Radars der Raumsonde Magellan
- 1992: Edward C. Stone (1936–2024) als wissenschaftlicher Leiter des Voyager-Programms Auszeichnung 1990 für Joseph H. Taylor: Die Abstrahlung von Gravitationswellen verringert die Umlaufdauer des Hulse-Taylor-Doppelpulsars.[18]

Auszeichnung 1990 für Joseph H. Taylor: Die Abstrahlung von Gravitationswellen verringert die Umlaufdauer des Hulse-Taylor-Doppelpulsars.

- 1990: Joseph H. Taylor (* 1941), der Einsteins Theorie der Gravitationswellen anhand des Hulse-Taylor-Doppelpulsars bestätigte[19]
- 1988: George C. Weiffenbach und William H. Guier und ihre Gruppe am Applied Physics Laboratory der Johns Hopkins University, die den Doppler-Effekt zur Erkennung des Orbits der Sputnik-Satelliten nutzten und das Satellitennavigationssystem Transit entwickelten[20]
- 1984: J. Frank Jordon, Jet Propulsion Laboratory, für seine Rolle im Voyager-Programm, besonders für den Vorbeiflug der Sonden bei Jupiter, Saturn und ihren Monden[21]
- 1980: Martin Lindauer (1918–2008) für seine Studien zur Orientierung und Flugnavigation von Tieren[22]
- 1975: Robert Herman (1914–1997) und Ralph A. Alpher (1921–2007) für ihre Vorhersage der kosmischen Hintergrundstrahlung[23]
- 1971: Paul M. Muller (1937–2013) und William J. Sjogren für  die Erstellung einer gravimetrischen Karte des Mondes und ihre Entdeckung der Mascons, großräumige Bereiche erhöhter Gesteinsdichte unter der Mondoberfläche[24][25]
- 1966: William Hayward Pickering (1910–2004, Direktor des Jet Propulsion Laboratory) für die Leitung der Erkundung von Mond und Venus mit Düsenfahrzeugen[26]
- 1961: Edward L. Beach (1918–2002), in Anerkennung der Weltumrundung mit dem U-Boot USS Triton[27]
- 1960: Stuart William Seeley (1901–1978) für seine Arbeit an SHORAN (Short Range Navigation), eines militärischen Systems für Navigation und Bombenangriffe[28]
- 1959: Charles Stark Draper (1901–1987) für seine Pionierarbeit zur Trägheitsnavigation[29]
- 1956: Karl von Frisch (1886–1982) für seine Untersuchungen der Sinnesorgane von Tieren sowie der Tanzsprache von Bienen[30]
- 1953: Philip Van Horn Weems (1889–1979), US Navy, für die Erfindung von Methoden und Messinstrumenten für die astronomische Navigation[31][32]
- 1952: James G. Baker (1914–2005) für seine Beiträge zur Theorie und Praxis der Optik, speziell für seine Kameras mit Super-Schmidt-Optik für die Beobachtung von Meteoren, die er später zur Baker-Nunn-Kamera weiterentwickelte
- 1922: Paul R. Heyl (1872–1961) und Lyman J. Briggs (1874–1963)[33] vom National Bureau of Standards für einen Erdinduktorkompass, der das Erdmagnetfeld zur elektromagnetischen Induktion in einem Generator nutzt und 1927 von Charles Lindbergh bei dessen Nonstopflug von New York nach Paris eingesetzt wurde[34]
- 1887: Lewis M. Haupt (1844–1937) für seine Arbeit zu den physikalischen Phänomenen an Hafeneinfahrten[35]
- 1864: Pliny Earle Chase (1820–1886) für die Entdeckung gewisser Beziehungen zwischen durch die Gravitation von Sonne und Mond ausgelösten, täglichen Variationen des Erdmagnetfelds und des Luftdrucks[36][37] Zeichnung des provisorischen Ruders von William Mugford, ausgezeichnet 1804.

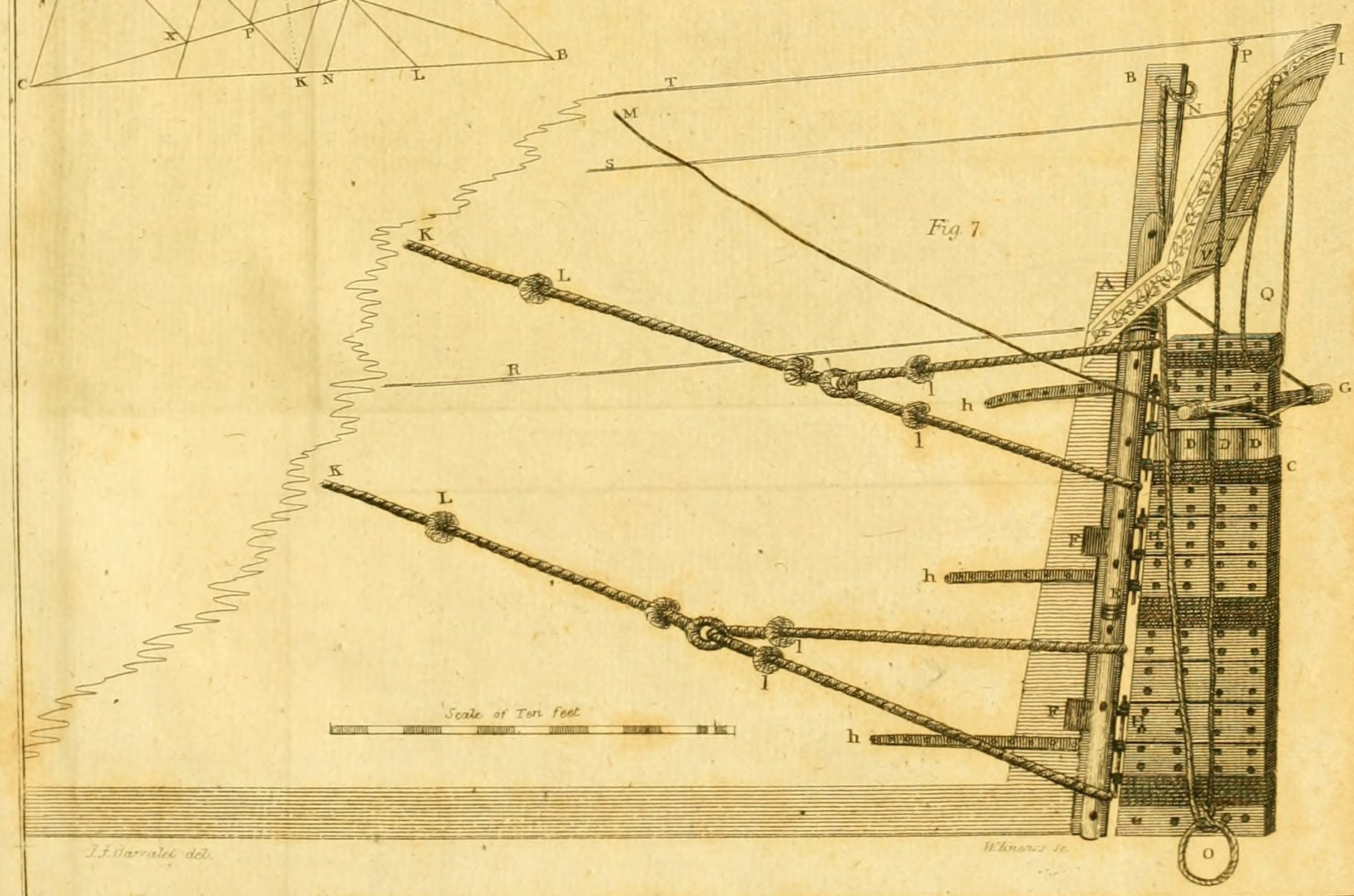
Zeichnung des provisorischen Ruders von William Mugford, ausgezeichnet 1804.

- 1836, Extra Magellanic Premium: James P. Espy (1785–1860) für seine theory of rain[38][39]
- 1825, Extra Magellanic Premium: Charles D. Brodie für seine Erfindung, um die seitliche Bordwand von Schiffen unterhalb der Wasseroberfläche zu reparieren[40]
- 1823, Extra Magellanic Premium: James Ewing für die Erfindung eines verbesserten Hydranten[41]
- 1820, Extra Magellanic Premium: Joshua Chapman für die Verbesserung der Produktion von Segeltuch (Canvas)[42]
- 1809, Extra Magellanic Premium: James Humphries für Modell und Beschreibung eines Steuerapparates[43]
- 1807, Extra Magellanic Premium: John Garnett für eine neue und einfache Seekarte[44][45]
- 1805, Extra Magellanic Premium: Kapitän William Mugford für die Darstellung und Beschreibung eines provisorischen Ruders, das er aus Ersatzteilen und -mast konstruiert hatte um das im Sturm verloren gegangene zu ersetzen[46][47]
- 1804: Benjamin Smith Barton (1766–1815) für seine Forschungen zu gefährlichen Insekten in den Vereinigten Staaten von Amerika[48]
- 1795: Nicholas Collin (1746–1831, schwedischer Pfarrer) für die Beschreibung eines schnellen Aufzugs (englisch speedy elevator)[49]
- 1793: William Thornton (1759–1828) für sein Traktat Cadmus[2]
- 1792: Robert Patterson für die Verbesserung von metallischen Leitern und Blitzableitern[50] Der 1790 ausgezeichnete Block mit Feder von Francis Hopkinson an der Schot eines Segels[51] Skizze des „schnellen Aufzugs“ von Nicholas Collin, ausgezeichnet 1795.

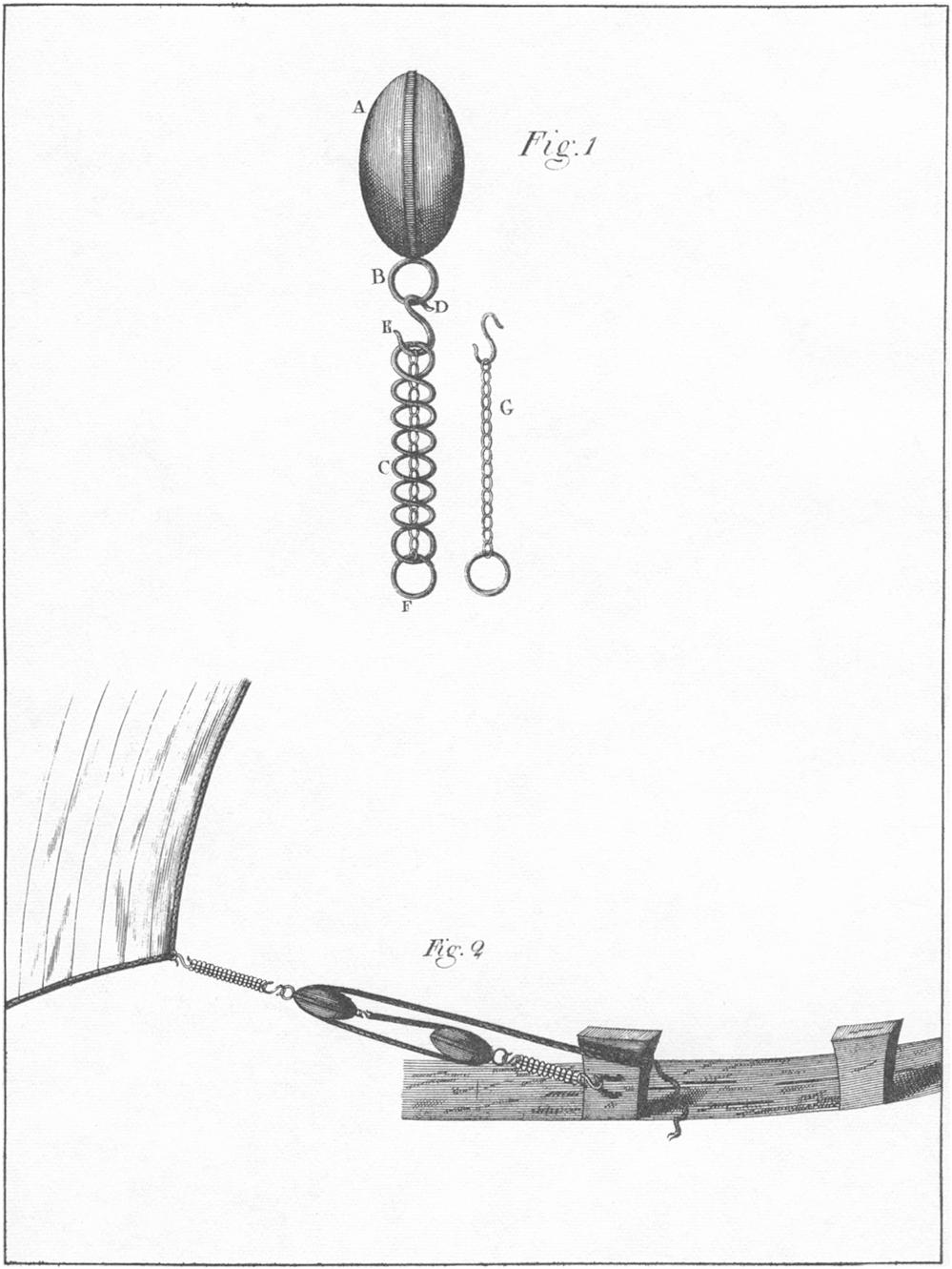
Der 1790 ausgezeichnete Block mit Feder von Francis Hopkinson an der Schot eines Segels

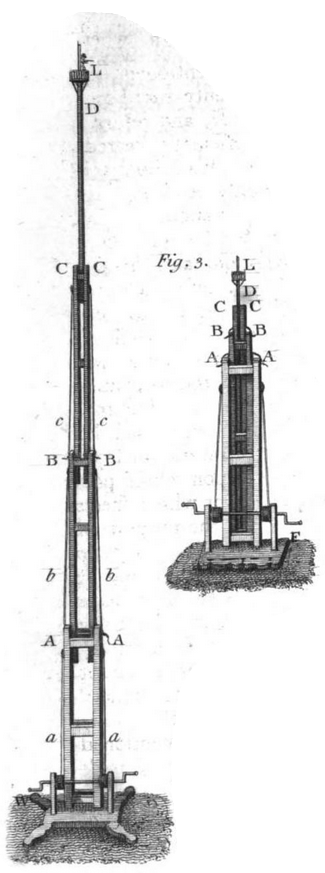
Skizze des „schnellen Aufzugs“ von Nicholas Collin, ausgezeichnet 1795.

- 1790: Francis Hopkinson (1737–1791) für die Beschreibung eines Blocks mit Feder, um die beim Segeln wirkenden Kräfte bei Böen zu reduzieren (englisch spring-block)[51]